# Польський Жовтень
Польський Жовтень (пол. Polski październik), також відомий як жовтень 1956 року, Польська відлига або відлига Гомулки — політичні процеси в Польській Народній Республіці 1956 року. Деякі соціологи називають ці події «польською Жовтневою революцією», яка була менш драматичною, ніж угорська революція 1956 року, але, можливо, мала ще більший вплив на Східний блок та відносини СРСР з державами-сателітами в Центральній та Східній Європі.
Для Польщі це означало тимчасову лібералізацію, але врешті-решт надії на повну лібералізацію виявились помилковими, оскільки режим Гомулки поступово став провальним. Однак, ера сталінізму в Польщі закінчилася.

## Передумови
Для ПНР 1956 рік був переломним. Міжнародне становище значно послабило тверду просталінську фракцію, особливо після смерті польського комуністичного лідера Болеслава Берута в березні. Минуло три роки після смерті Сталіна і промови Хрущова. Протести робітників у червні в Познані підкреслили невдоволення своїм становищем. У жовтні події призвели до посилення впливу фракції реформаторів на чолі з Владиславом Гомулкою.

## Перебіг подій
З часу подій у Познані (28 червня 1956 року) у Польщі було напружене становище. Партійне керівництво, усвідомлюючи напругу, спричинену сталінізмом, колективізацією та плановою економікою, шукала вихід із погіршеної ситуації. Кандидатом, прийнятним для двох протиборчих партій (Натолінці та Пулав'яни), став Владислав Гомулка, колишній перший секретар, усунений від влади та ув'язнений за «праву націоналістичну девіацію». 15 жовтня 1956 року Політбюро, обговорюючи питання з Гомулкою, вирішило розпочати VIII Пленум 19 жовтня, який мав обрати нову ПБ без Костянтина Рокосовського, маршала Польщі та СРСР.
У ніч з 18 на 19 жовтня війська Північної групи Радянської армії та колони моторизованої піхоти і танків Польської народної армії, які залишили свої гарнізони в Нижній Сілезії та Померанії, розпочали похід на Варшаву. У цих обставинах нещодавній політв'язень, командуючий силами внутрішньої оборони, генерал Вацлав Комар та генерал Влодзімєж Муш, командувач Корпусом внутрішньої безпеки, привели підрозділи КВБ в готовність, наказали взяти під контроль стратегічні об'єкти і патрулювати вулиці. Групи самооборони почали створюватися на робочих місцях, і КВБ видав їм зброю для захисту столиці від сил, спрямованих на столицю генералом Зиґмунтом Гущою.
У день запланованого початку пленуму (19 жовтня) радянська делегація на чолі з Хрущовим прибула вранці без запрошення. Протягом усього дня вони вели переговори з Польським політичним бюро та Гомулкою. Гомулка згадує: «Мають до нас претензії, що Комітет Політбюро запропонував склад Політбюро без кількох товаришів, які є виразом польсько-радянського союзу, а саме товариша Рокоссовського, Новака, Мазура та Юзьвяка. Товариш Хрущов сказав: „Ви зазна́єте невдачі, ми готові до активної інтервенції“.»
|                                                                                                 | 20 жовтня прийшла кульмінаційна точка. 19-го відкрився пленум ЦК ПОРП і в той же день до Варшави з Москви прилетіла совєтська делеґація в складі Хрущова, Молотова, Кагановича, Мікояна й генералів Жукова, Конєва й Антонова. Хрущов наказав совєтським дивізіям в Польщі почати оточувати Варшаву. Рокосовський видав відповідні накази польським військам. На зустрічі з Політбюро ПОРП Хрущов поставив полякам ультиматум: залишити без змін старе Політбюро, тобто не допустити до влади Ґомулку, залишити в складі Політбюро Рокосовського і припинити демократизацію. Підчас дуже гострої суперечки Охаб повідомив Хрущова, що Хрущов не може нічого зробити Політбюрові ПОРП тому, що воно заздалегідь озброїло робітників Варшави і робітники цю ніч ночують на заводах. Охаб і інші члени Політбюра поставили перед росіянами вимогу негайно припинити рух совєтських військ на Варшаву Тимчасом, як виявилося пізніше, під Штеттіном польські прикордонники вступили в бій з совєтськими військами, що хотіли вступити до Польщі з Східної Німеччини. Були сутички й в інших місцях. Бачучи свою безсилість проти революційних настроїв Польщі Хрущов скапітулював. Вся совєтська делеґація негайно повернулася до Москви. Пленум ЦК ПОРП в революційному настрої обрав нове Політбюро, викинувши з нього всіх сталіністів, включаючи Рокосовського. Першим секретарем і вождем ПОРП обрано Владислава Ґомулку. В своїй першій же промові на ЦК Ґомулка проголосив фактичне усамостійнення Польщі від СССР. |
| — Газета «Вперед» (Мюнхен). – Ч. 11 (72). – Листопад 1956. – Стор. 5–7., (орфографію збережено) | |

Врешті-решт зміни були схвалені радянською делегацією, чому сприяло те, що «Совєти» отримали інформацію про те, що варшавських робітників мобілізував секретар Варшавської ПОРП Стефан Сташевський, щоб продемонструвати підтримку майбутнього складу Політбюро. 21 жовтня Пленум вирішив відновити положення Гомулки у владі, і його обрали першим секретарем ЦК ПОРП. Вибори Гомулки та оголошення реформ були сприйняті багатьма громадянами з ентузіазмом, про що свідчить численний мітинг 24 жовтня на площі Дефіляд. Тоді під час виступу на мітингу Гомулка засудив сталінізм та оголосив про реформи, спрямовані на демократизацію системи. Одразу після цих подій маршал Костянтин Рокоссовський та багато інших радянських офіцерів, які служили у Польській народній армії, покинули Польщу  .
Повні тексти виступу Гомулки на 8-му Пленумі були опубліковані в 10-му (88) номері органу ЦК ПОРП — щомісячнику «Нові дороги».
Владислав Гомулка був головою польської делегації під час польсько-радянських переговорів. Заборгованість Польщі була анульована з 1 листопада, було прийнято рішення про репатріацію 30 000 поляків із СРСР, а також було узгоджено статус радянських військ у Польщі.
Паралельно відбулися набагато сильніші зрушення в Угорщині. Там радянська армія спочатку відступила, але вже 4—10 листопада криваво придушила угорське повстання із застосуванням бронетехніки.
Під час цього періоду, поляки розраховували на лібералізацію скам'янілої системи, збільшення свободи і, перш за все, на відмову влади від терору. Лише останній із цих постулатів зміг реалізувати Гомулка. Після жовтня 1956 року у Польщі розпочалась десталінізація. Відлига була короткочасною. Першою ознакою зміни політичного курсу стала ліквідація в 1957 році тижневика «Po prostu». У грудні 1956 року, після подальших демонстрацій у Варшаві, Плоцьку, Олецьку, Бидгощі та Щецині, було створено нове формування міліції для боротьби з заворушеннями, відоме як ZOMO. Був період зростання стагнації, який тривав до приходу до влади Едварда Гірека в грудні 1970 року.

## Ставлення католицького середовища
8-й Пленум ЦК дав можливість активізації групи незалежних католиків з Tygodnik Powszechny, Люблінського католицького університету та фрондистів з Товариства РАХ. Католицькі письменники та активісти виступили із заявою, підтримуючи програму нового першого секретаря ПОРП Владислава Гомулки.
Кардинал Стефан Вишинський був звільнений із в'язниці 28 жовтня 1956 року і закликав націю взяти участь у січневих виборах 1957 року.

## Наслідки
- Сталіногруд повернув історичну назву Катовіце.
- Ім'я Сталіна було вилучено з офіційної назви Палацу культури і науки у Варшаві.
- У 1957 році встановлено перший і до 1989 року один із небагатьох пам'ятників варшавським повстанцям.
- Було дозволено видавати перші книги про Варшавське повстання, такі як Щоденники солдатів батальйону Зоська (1957).
- Кардинал Стефан Вишинський був звільнений з в'язниці, а державно-церковний контракт поновлений
- Проходили суди над деякими злочинцями з Міністерства громадської безпеки.
- Ліквідовано магазини, призначені для політичної партійної еліти.
- Знято заборону на володіння громадянами платини, золота та іноземних валют.
- Оголошено про заборону заглушення західних радіопередач польською мовою.
- Польська асоціація скаутів була відновлена.
- При Раді міністрів була створена Економічна рада.
- Багато професорів, вигнаних у сталінські роки, повернулися до університетів.
- Плани колективізації сільського господарства були вилучені.
- Відбувся частковий відхід від сталінських методів управління країною.
- Сейм прийняв закон про ради робітників.
- Близько 1500 політв'язнів було реабілітовано.
- Було звільнено близько 35 000 несправедливо судимих людей (у тому числі багато ветеранів Армії Крайової).
- Близько 29 000 поляків із СРСР репатрійовані до Польщі.
- В армії відбулися кадрові зміни (32 радянські офіцери були вилучені).
- Уроки релігії в школах відновлювались.